# 안토니오 나리뇨

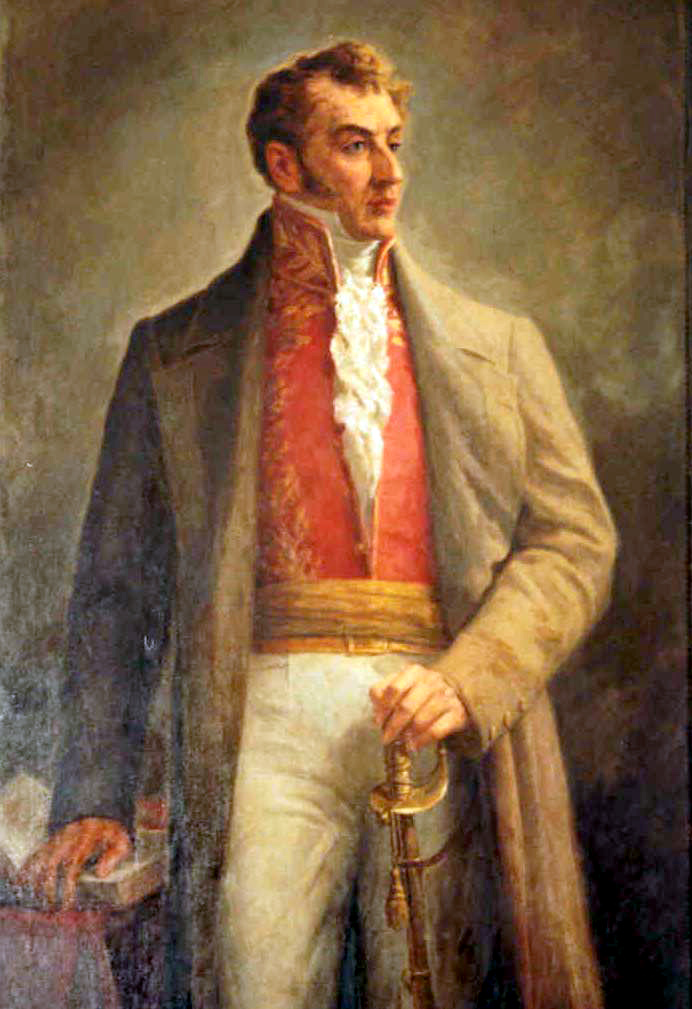
안토니오 나리뇨

안토니오 나리뇨(스페인어: Antonio de la Santísima Concepción Nariño y Álvarez 안토니오 델 라 산티시마 콘셉시온 나리뇨 이 알바레스[*], 1765년 4월 9일 ~ 1823년 12월 13일)는 콜롬비아의 정치인으로, 국민적 영웅으로도 알려져 있다.
귀족 가문에서 태어났으며 미국 혁명에 관심을 갖고 있었다. 그래서인지 그의 집안에는 벤자민 프랭클린의 초상화가 걸려져 있었다. 독립 전 콜롬비아의 대표로 일하였다.